# Virgo (navire)
Pour les articles homonymes, voir Virgo.
Le Virgo est un navire de commerce battant pavillon grec, construit sous le nom de Grönnebek en 1954 par les chantiers Orenstein-Koppel à Lübeck. Lors d'un trajet entre le port de Bayonne et le port de Lisbonne, il s'échoue à Mimizan le 2 décembre 1976 et sera démoli sur place.

## Présentation
Le Virgo, long de 109,25 mètres, est pris dans une tempête en mer au large de Bilbao. Dans l'impossibilité de poursuivre sa route vers l'Ouest, il met cap au Nord. Ce vieux cargo à vapeur part à la dérive vers le nord pendant 24 heures avant de s'échouer sur la plage de Lespecier à 3 heures du matin dans des creux de 14 mètres, à 5 kilomètres au Sud de Mimizan.
L'équipage est évacué par les secours au petit matin. Quelques curieux réussissent à monter à bord et s'emparent de cigarettes, de conserves et du compas du navire. Ils sont arrêtés par les gendarmes en quittant le bord. Ils imitent en cela les gestes de leurs ancêtres, qui se sont forgé au fil des siècles une réputation de pilleurs d'épaves.
Le démantèlement du navire échoué débute en avril 1977. Un incendie ravage les restes de l'épave en juillet de la même année. Les travaux s'achèvent à la fin de l'été 1977. Seule son ancre a été conservée et reste visible devant l'église Notre-Dame des Dunes à Mimizan-Plage.
Un autre navire, le pétrolier Apollonian Wave, s'est échoué à 700 mètres du Virgo lors de la même tempête. Il a également été détruit sur place.

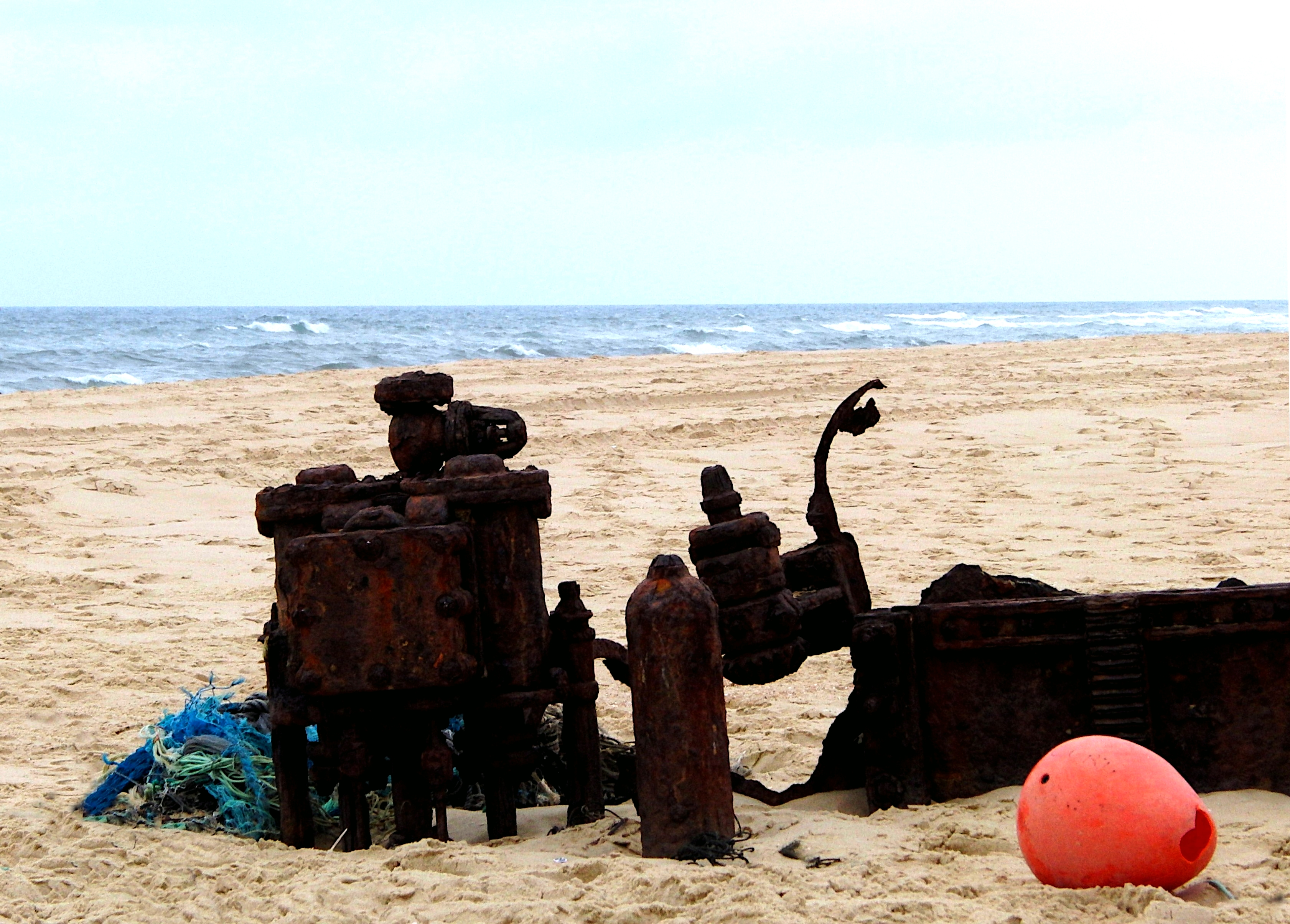
Les restes du Virgo en 2010, plage de Lespecier
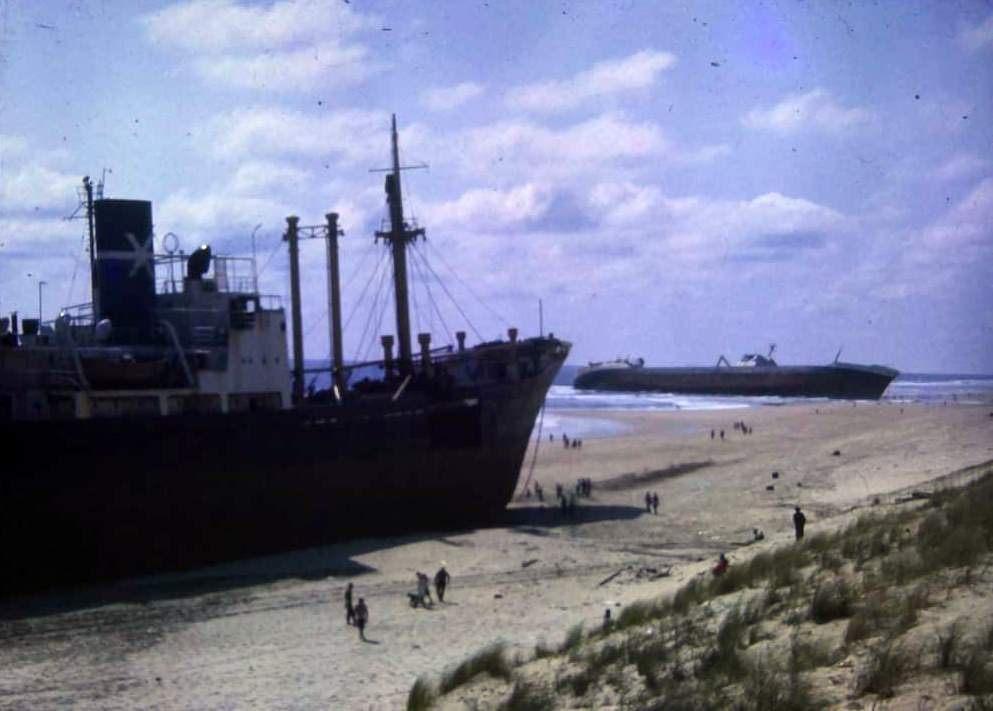
Virgo (gauche) et Apollonian Wave (droite), épaves échouées sur la plage de Lespecier
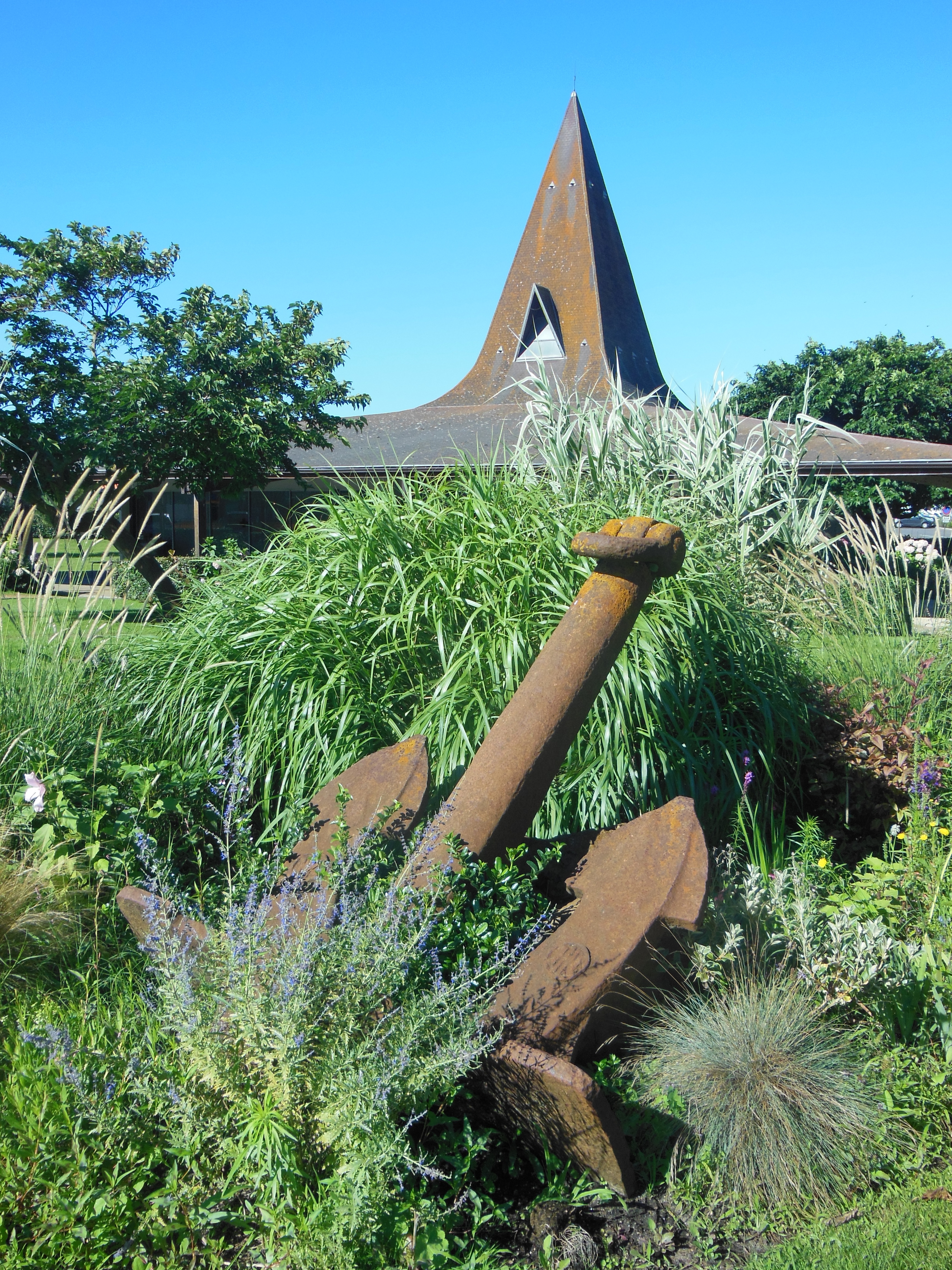
L'ancre du Virgo conservée devant l'église Notre-Dame des Dunes à Mimizan-Plage